# جسی و جوی
جسی و جوی (تلفظ اسپانیایی: [ˈɟʝesi i ˈʝoj]) یک دونواز پاپ مکزیکی است که در سال ۲۰۰۵ توسط برادر و خواهر جسی (متولد ۳۱ دسامبر ۱۹۸۲ با نام جسی ادواردو هوئرتا اوکه) و جوی (متولد ۲۰ ژوئن ۱۹۸۶، به عنوان تیرزاه جوی هوئرتا اوکه در مکزیکو سیتی تشکیل شد.
این دو تا به حال پنج آلبوم استودیویی، یک آلبوم زنده و یک آلبوم چند آهنگه در گروه موسیقی وارنر منتشر کرده‌اند، تورهای بین‌المللی داشته‌اند و جایزه گرمی بهترین آلبوم پاپ لاتین و شش جایزه گرمی لاتین را در دسته‌های مختلف کسب کرده‌اند.
لاتین تایمز نوشته: «جسی و جوی احتمالاً برخی از ناب‌ترین و با استعدادترین هنرمندان نسل ما هستند.»
این خواهر و برادر در مکزیکو سیتی از پدری مکزیکی و مادری آمریکایی به دنیا آمدند. در سال ۲۰۰۱، با الهام از عشق والدینشان به موسیقی کلاسیک، راک و فولک، زمانی که آنها به ترتیب ۱۸ و ۱۵ ساله بودند، با پدرشان با استفاده از سازهای کلیسای او شروع به نوشتن موسیقی و آهنگ کردند.